# Georg Wilhelm Müller (Geodät)
Georg Wilhelm Müller oder schlicht Wilhelm Müller (geboren 30. Oktober 1785 in Lüneburg; gestorben 3. Mai 1843 in Hannover) war ein deutscher Geodät, Major der Artillerie im Königlich Hannoverschen Generalstab; Lehrer an der Artillerieschule Hannover und Mitarbeiter von Carl Friedrich Gauß bei der Triangulation des Königreichs Hannover.

## Leben
Georg Wilhelm Müller war eines von 8 Geschwistern und Sohn des kurhannoverschen Rittmeisters und späteren englischen „Capitain Commissary of Artillery“ Heinrich Müller (gestorben 1809 in Lüneburg) und der aus Lüchow stammenden Elisabeth, geborene Grabbe (gestorben 1834). Seine Brüder Heinrich und Louis starben als Offiziere der King’s German Legion während der Befreiungskriege gegen die Truppen von Napoleon. Müllers Schwester Friederike starb 1795 an den Blattern, lediglich die Schwestern Elisabeth, Dorette und Henriette überlebten ihren Bruder schließlich.
Nach Vorbildung durch seinen Vater insbesondere in alten Sprachen und dem frühen Spiel mit dem Klavier absolvierte Müller das Athenaeum in Stade und ging 1803 erstmals zwecks Studium der Mathematik an die Georg-August-Universität in Göttingen, wo er sich den Kreis um den späteren Geistlichen Franz Georg Ferdinand Schläger anschloss und mit diesem über Theologie und Philosophie disputierte. Neben der Beschäftigung mit Geschichte, Logik und Philosophie studierte er insbesondere Mathematik unter seinem baldigen Freund und Mentor Bernhard Friedrich Thibaut. In Mußestunden spielte Müller mit „mathematischen Auge“ Klavier Stücke von Mozart und Haydn, begleitet von Schläger an der Violine, nahm zusätzlich Unterricht zum Studium des Generalbasses bei Johann Nikolaus Forkel. Gemeinsam mit Schläger vertiefte Müller bis Michaelis 1804 zudem seine Französischkenntnisse bei René le Roi de Chateaubourg, blieb dann noch bis zum Folgejahr Student in Göttingen.
Im Zuge der sogenannten „Franzosenzeit“ ging Müller 1805 zunächst zurück nach Lüneberg zu seiner in Geldnöte geratenen Familie, da sein Vater aufgrund der Kontinentalsperre kein Geld mehr aus England schicken konnte.
1807 nahm er sein Mathematikstudium in Göttingen wieder auf und wurde dort einer der ersten drei Schüler des Mathematikers, Astronomen, Geodäten und Physikers Carl Friedrich Gauß. 1808 wurde er zum Dr. phil. promoviert, unternahm unter anderem mit Bekannten eine Reise mit der Postkutsche nach Erfurt, von wo aus er seinem Vater ausführlich schrieb über seine Beobachtungen während der Feierlichkeiten des Erfurter Fürstenkongresses, über Napoleon Bonaparte, den russischen Kaiser Alexander I. und andere Fürsten.
Im napoleonisch regierten Königreichs Westphalen schlug Müller 1808 eine Mathematikprofessur an der neu eingerichteten Artillerischule Cassel ebenso aus wie eine nun französisch geprägte Stelle an der Ritterakademie Lüneburg. Stattdessen gab er wieder Privatunterricht in Altona. 1809 kehrte er zu seiner Familie nach Lüneburg zurück, wo im selben Jahr sein Vater starb. Ab 1810 verdingte sich Müller - ausgestattet mit einem von seinen ehemaligen Lehrer Thibaut auf den 4. November 1810 datierten Zeugnisses, wonach Justus Christoph Leist Müller zum Professor in Göttingen vorgeschlagen haben solle - als Privatlehrer in Altona bei Hamburg, um seine Familie so finanziell unterstützen zu können. Nachdem auch Hamburg französisch besetzt worden war, ging er nach Berlin, von wo aus er eine Reise nach Schlesien unternahm.
1813 trat Müller als Lieutenant à la suite in den Stab von General Graf Ludwig von Wallmoden-Gimborn und kämpfte später im Zuge der Schlacht bei Waterloo, wofür er später mit dem Ritterkreuz des Guelphen-Ordens ausgezeichnet wurde. Über seine Erlebnisse in und um Paris im Zuge der Siege über Napoleons Truppen schrieb er seinen Schwestern ebenfalls ausführlich.

1818/1819: teilkolorierte „Post Karte des Königreichs Hannover und der angrenzenden Länder“;
von Müller, gezeichnet von „Wagner“, gestochen von Johann Georg Schwab

Unterdessen hatte Müller 1814 in seiner nunmehr Königreich Hannover genannten Heimat eine Anstellung als Lehrer für Mathematik an der Artillerieschule in Hannover angenommen, an deren Ausbau zur allgemeinen Militärakademie er den größten Anteil hatte. Am 17. Februar 1817 wurde er zum Stabskapitän befördert. Er war unter anderem Mitglied der Studien-, Examens- und technischen Kommission und verfasste Gutachten im Auftrag verschiedener Ministerien.
Durch seine Kriegsteilnahme gesundheitlich angeschlagen, wurden Müller 1820 Reisen in die Rheinlanden und die Schweiz gewährt, über die er wiederum ausführlich berichtete.

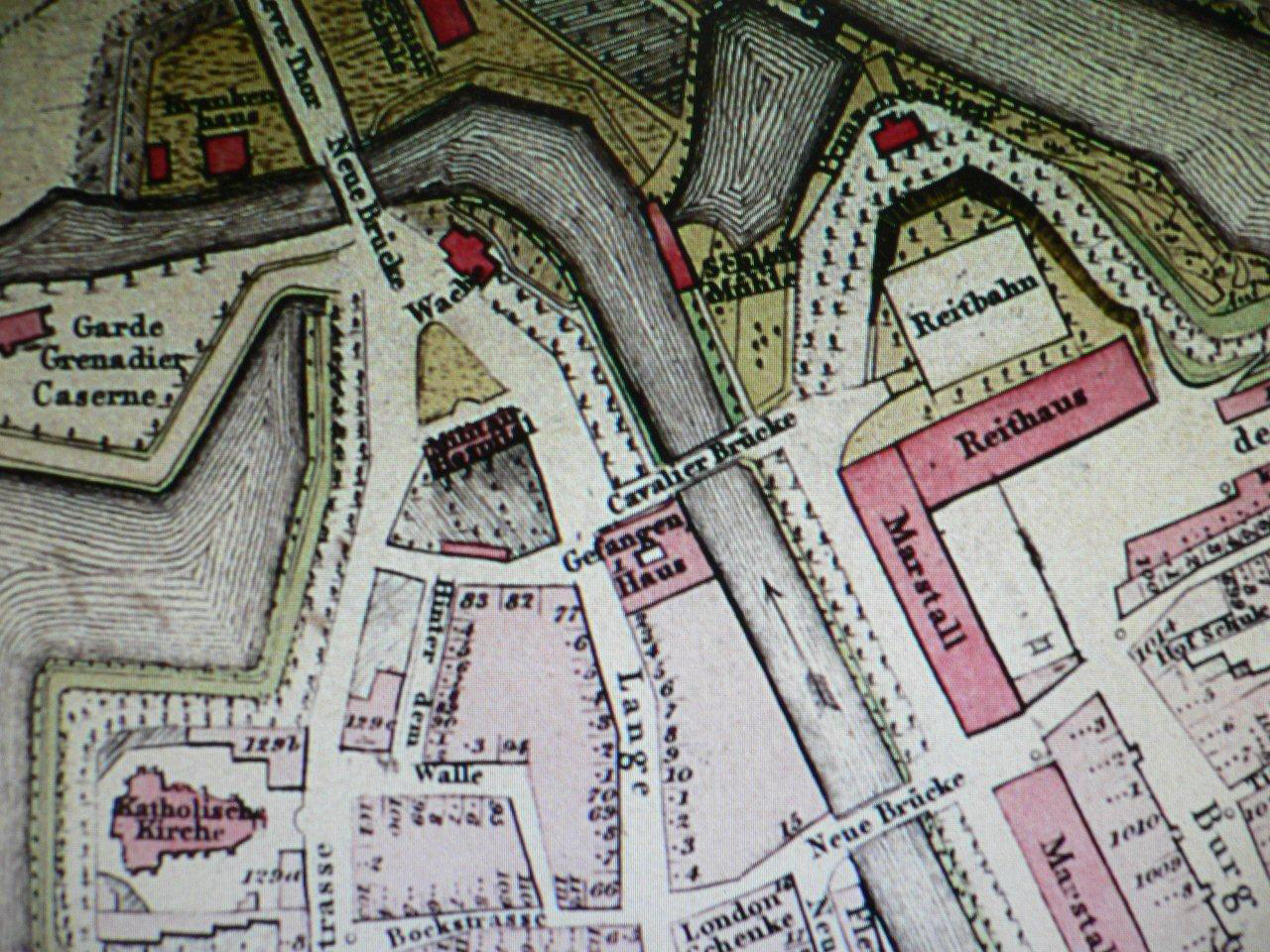
1822: Stadtplan Hannover mit Angabe der Hausnummern;
Ausschnitt um das Areal der späteren Goethe- und Clevertorbrücke über die Leine

Ab 1821 wirkte Müller neben seiner Lehrtätigkeit zunächst nur als Assistent für Carl Friedrich Gauß mit bei der Triangulation des Königreichs Hannover und entwickelte sich – ähnlich wie Johann Georg Friedrich Hartmann und Joseph Gauß – zu einem der wichtigsten Mitarbeiter von Gauß. Müller, der ab dem 1. Oktober 1823 zum Generalstab kommandiert worden war und dort vornehmlich als Lehrer an der Generalstabsakademie wirkte, ging dann der hannoverschen Landesvermessung bis zu seinem Lebensende alleine nach, korrespondierte aber ebenso lange vielfach mit Gauß. Für diesen führte er im Frühjahr 1827 den von Gauß vom englischen Gouverneur geliehenen „berühmten Ramsdenschen Zenitsector“ sicher nach London zurück, bevor das Instrument 1841 beim Brand des Tower of London vernichtet wurde.
Zuvor war Müller gemeinsam mit seinem Namensvetter, dem späteren Major „C. Müller“, bereits 1826 im Auftrag der Regierung nach London gereist. Nach einer Kur in Bad Pyrmont, wo er mit dem Adolph Duke of Cambridge zusammentraf, musste Müller 1827 abermals nach England überschiffen. 1828 sandte ihn die hannoversche Regierung nach Berlin, von wo aus er über Dresden zurückreiste.
Ab 1828 wirkte Müller laut einem Schreiben des späteren Ministers Johann Caspar von der Wisch als Mitglied einer Kommission an der Vereinheitlichung der hannoverschen Maße und Gewichte mit, die später per Gesetz vom 18. August 1836 reguliert wurden.
Zwecks Gründung der Höheren Gewerbeschule in Hannover reiste 1829 Müller im Regierungsauftrag zur Begutachtung ähnlicher Bildungseinrichtungen über Dresden, Prag, Salzburg und München nach Wien, um dort den nachmaligen Gründungsdirektor der späteren Polytechnischen Schule, der späteren Leibniz Universität zu finden und in Person von Karl Karmarsch nach Hannover zu holen. Müller hatte zudem die Statuten der Schule entworfen und wirkte beratend und in verschiedenen Kommissionen an der Ausgestaltung der Schule mit, darunter bis zu seinem Lebensende als Mitglied der Verwaltungs-Kommission.
1831 reiste Müller in Begleitung seines Freundes Georg Ernst Friedrich Hoppenstedt nach Carlsbad, Alexanderbad und Franzenbad; von Oktober 1833 bis August 1834 mit seinem Freund Viktor von Prott nach Italien, Sizilien und Malta.
1833 war Müller vom hannoverschen Ministerium beim Bau der Telegraphenlinie von Berlin bis in die Rheinlande für die Strecke durch das Königreich Hannover dem preußischen General August von Etzel  beigegeben worden. Für diese Hilfe kündigte der preußische König mit Schreiben vom 31. Juli des Jahres an, Müller später „sein Wohlgefallen zu erkennen zu geben.“
1835 reiste Müller im Auftrag der hannoverschen Regierung gemeinsam mit dem Kammerrat Oldekop durch Belgien und die Niederlande erneut nach England, wo er nach einem Treffen beim Minister von Ompteda einen Befehl zur Vorstellung bei König Wilhelm IV. im St James’s Palace erhielt.
Am 1. Juli 1836 wurde Müller zum Kompaniechef befördert, am 19. Juni 1840 zum Major der Artillerie.
Im Laufe seines Lebens knüpfte Müller vielfache Verbindungen und Freundschaften wie etwa mit Alexander von Humboldt, Gauß, Etatsrat Heinrich Christian Schumacher, Johann Ludwig Tiarks oder Wilhelm Herschel. Auch mit der Astronomin Caroline Herschel pflegte Müller eine langjährige Freundschaft.
Im Herbst 1842 berichtete der unverheiratete Müller bei seinem letzten Besuch bei seinem Studienfreund Franz Georg Ferdinand Schläger, er habe für sich und seine Schwestern ein Haus mit Garten vor dem Aegidientor gekauft und nach seinen Wünschen einrichten lassen. Dort trug er am Klavier häufig Werke von Mozart, Haydn, Weber und vor allem Beethoven vor. Doch der im Krieg und vor allem durch seine vielfältigen Arbeitseinsätze von einem „verjährten Magenübel“ geschwächte Müller litt trotz Behandlung durch Johann Stieglitz und zuletzt durch Georg Spangenberg an fortschreitenden Magenkrämpfen. Am 27. April 1843 ließ er sich trotz körperlicher Schwäche mit einem Pferdegespann zu den nach seinen Vorstellungen gebauten und kurz vor der Einweihung stehenden hannoverschen Kadettenhaus fahren - wenige Tage starb er am 3. Mai 1843 morgens im Schlaf im Alter von knapp 58 Jahren.

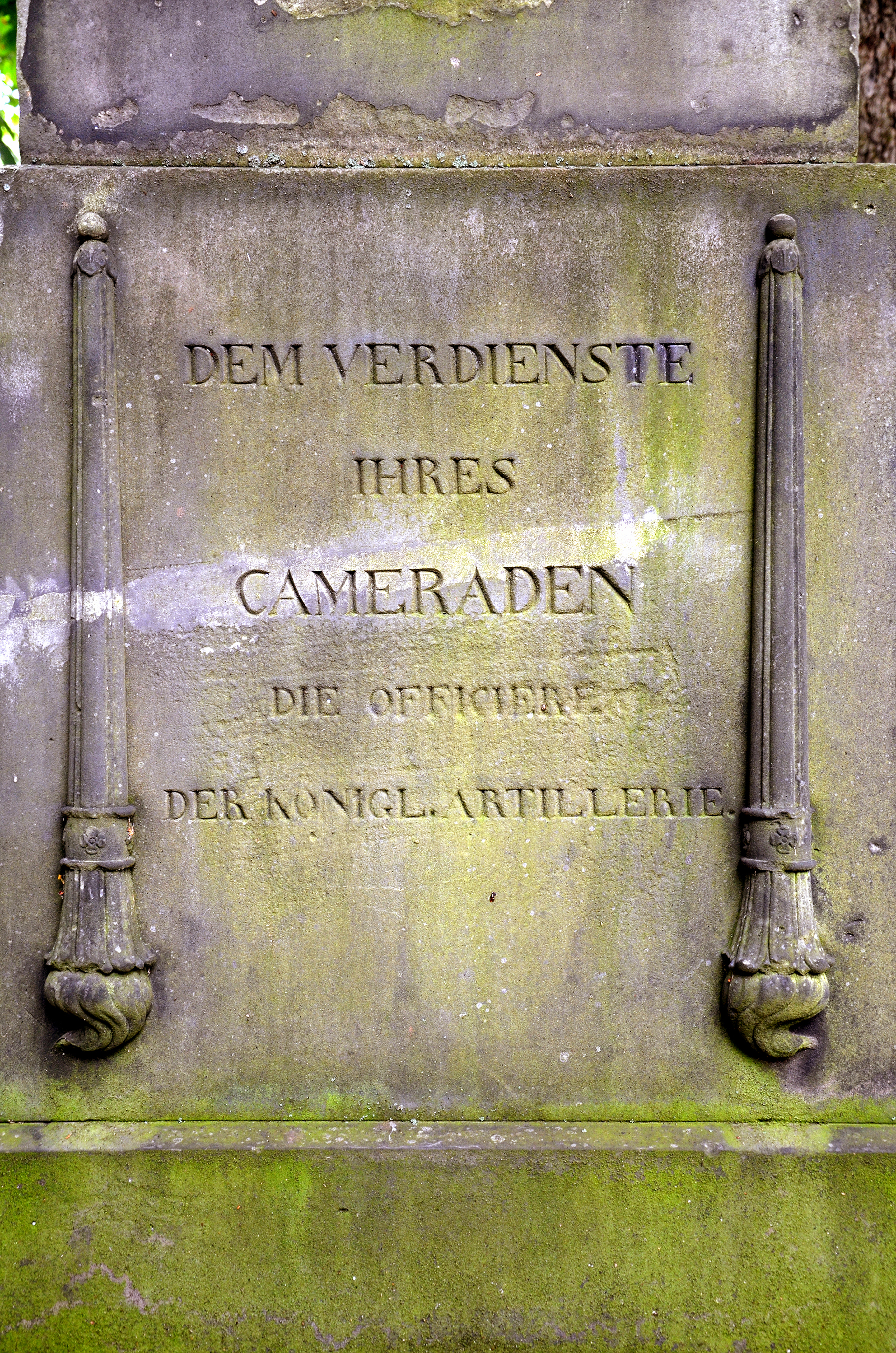
Widmung auf dem Grabdenkmal Müllers: „Dem Verdienste ihres Cameraden. Die Officiere der königl. Artillerie“

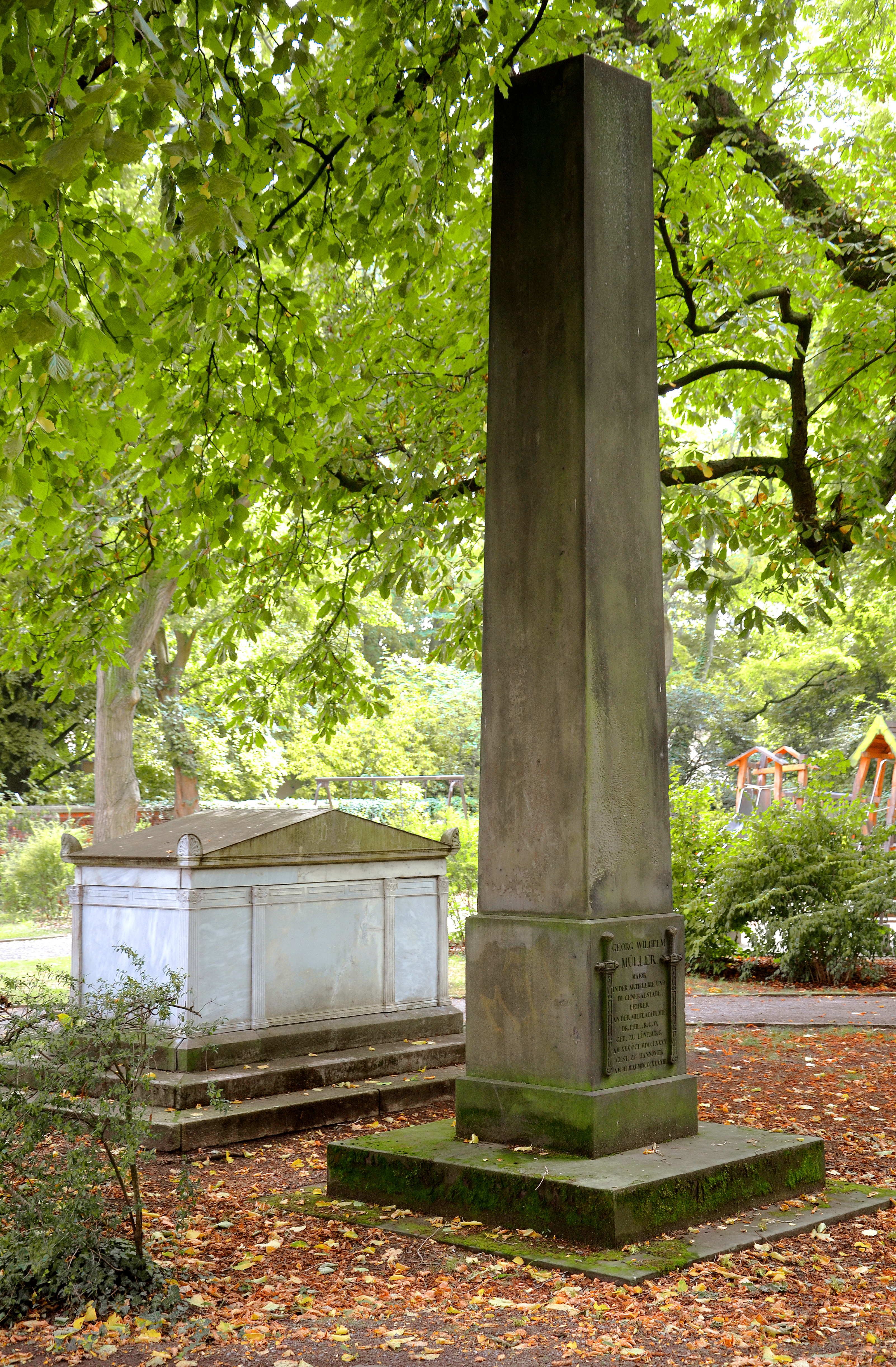
Von Laves entworfener Obelisk für Müller auf dem Gartenfriedhof in Hannover

Aufgrund der Größe der Trauergemeinschaft insbesondere auch aus den Reihen der Offiziere und der zahlreichen Schüler Müllers gestattete König Ernst August eine Abweichung von der für Militärs vorgeschriebenen Beerdigungszeremonie durch ein Infanteriekommando. So begleitete am 6. Mai 1843 eine große Prozession nahezu sämtlicher Generäle und in Hannover anwesenden Offiziere sowie eine große Zahl von Zivilisten den von 16 Artillerie-Unteroffizieren getragenen Leichnam des Generalstabsmajors zu seiner Grabstelle auf dem Gartenfriedhof. Dort hielt sein langjähriger Freund, der Garnisonprediger Karl Reinecke die Trauerrede, überbrachte der Adjutant des Kronprinzen Georg von Hannover dessen Beileidsbekundung.
Im Nachgang unterzeichneten zahlreiche Offiziere der Artillerie aus Bremerhaven, Hannover, Wunstorf und Stade ein Umlaufschreiben, um zum Andenken an ihren „Freund und Kameraden“ Geld zu sammeln für „ein angemessen einfaches Denkmal der Liebe und ehrenden Anerkennung.“ Der königliche Oberhofbaurat Georg Ludwig Friedrich Laves lieferte schließlich verschiedene Entwürfe für den in Aussicht genommenen Obelisken.

## Schriften
Mit geschriebenen Werken trat Müller, der kaum Wert auf Beifall legte und sich statt Vergnügungen lieber seinen Arbeiten widmete, nicht öffentlich hervor. Kleinere Abhandlungen zur Mathematik publizierte er anonym.

## Archivalien
Als Archivalie findet sich beispielsweise im Stadtarchiv Hannover das Original des Plans der Residenzstadt Hannover ... von 1822, ehemals gestochen von Wagner, gedruckt von dem Kupferstichdrucker Johann Georg Erdinger und vertrieben über Königliche Hofbuchhandlungen.

## Schriften (Auswahl)
- Wilhelm Müller (Verfasser), Julius Franz Salzenberg (Kupferstecher): Chorographische Karte des Königreichs Hannover Grossherzogthums Oldenburg, Herzogthums Braunschweig, der Fürstenthümer Lippe-Dettmold, Schaumburg Lippe und Pyrmont, der Gebiethe der freien Reichsstädte Hamburg und Bremen und der angrenzenden Gegenden. Zusammengetragen, reducirt und gezeichnet, nach den besten und neuesten Ortsbestimmungen, Triangulirungen und Vermessungen von W. Müller D. P. Ingenieur Capitain und Aide General Quartiermeister Lieutenant. J. F. Saltzenberg sc., Karte auf 20 Blättern à 42 × 56 cm = 197 × 166 cm, Hannover: in den beyden Königlichen Hofbuchhandlungen, 1818/1819; Digitalisat der Bayerischen Staatsbibliothek

zur Sturmflut an der Nordsee im Februar 1825
- Erster Theil der Beschreibung der Sturmfluthen an den Küsten des Königreichs Hannover und des Grossherzogthums Oldenburg am 3ten und 4ten Februar 1825. Nebst der Angabe der dadurch verursachten Deichbeschädigungen, des Ueberschwemmungs-Spiegels, des Verlustes und der Hülfsmittel, die zur Verhinderung des Schadens angewandt sind ;; Mit ... Karte ... und 2 Plänen..., Hannover: W. Müller in den Hof-Buchhandlungen, 1825; Digitalisat
- Zweiter oder technischer Theil der Beschreibung der Sturmfluthen an den Küsten der Nordsee und der sich darin ergiessenden Flüsse und Ströme, am 3ten und 4ten Februar 1825 / Von W. Müller, Königlich-Hannoverschem Ingenieur-Major: Mit Zusätzen und Anmerkungen vermehrter Auszug einer gekrönten Preisschrift zur Beantwortung der von der Königl. Societät der Wissenschaften zu Göttingen gegebenen Preis-Aufgabe: "Eine möglichst genaue und vollständige Zusammenstellung der Erscheinungen, welche bei den verheerenden Wirkungen der Sturmfluthen zu Anfange des Jahrs 1825 beobachtet worden, in Beziehung auf die Anwendung, welche von diesen Erfahrungen für die Vervollkommnung der zur Sicherung gegen solche Gefahren dienenden Anstalten etwa gemacht werden können" : Mit einer Karte in 13 Sectionen und 8 Plänen, Hannover: Hahn'sche Hof-Buchhandlung, 1828; Digitalisat